# Flugplatz Friesach/Hirt

i7
i11
i13
Der Flugplatz Friesach/Hirt (ICAO-Code: LOKH) ist ein privater Flugplatz in Micheldorf im österreichischen Bundesland Kärnten. Er wird durch den Hirter Flugsportclub betrieben.

## Lage
Der Flugplatz liegt etwa 3 km südöstlich der Stadt Friesach und etwa 1 km nördlich von Micheldorf. Naturräumlich liegt der Flugplatz am Friesacher Feld und ist umrandet von den Seetaler Alpen und den Gurktaler Alpen.

## Flugbetrieb
Am Flugplatz Friesach/Hirt findet Flugbetrieb mit Segelflugzeugen, Motorseglern, Ultraleichtflugzeugen, Motorflugzeugen und Hubschraubern statt. Der Flugplatz verfügt über eine 707 m lange Start- und Landebahn aus Gras. Segelflugzeuge starten per Flugzeugschlepp. Nicht am Platz stationierte Flugzeuge benötigen eine Genehmigung des Platzhalters (PPR), um in Friesach/Hirt landen zu können.